# Plan Annan
El Plan Annan (en inglés, Annan Plan for Cyprus) fue una propuesta que en 2004 realizó las Naciones Unidas a través de su entonces secretario general Kofi Annan, para resolver la disputa en la República de Chipre entre Turquía y Grecia.

## Propuesta
El Plan Annan había sufrido cinco revisiones antes de llegar a su versión final. La quinta revisión propuso la creación de la República Unida de Chipre, cubriendo la isla de Chipre en su totalidad, excepto las bases soberanas británicas de Akrotiri y Dekelia. Este nuevo país sería una federación de dos estados constituyentes, el estado grecochipriota y el estado turcochipriota, unidos por un aparato del gobierno federal. 
Este nivel federal, supuestamente basado en el modelo federal suizo, incorporaría los siguientes elementos: 
- Un Consejo Presidencial colectivo, compuesto por seis miembros con derecho a voto, asignados de acuerdo a la población (por niveles actuales, cuatro grecochipriotas y dos turcochipriotas), y seleccionados y votados por el parlamento. A otros tres miembros sin derecho a voto se les asignaría 2:1.

- Un Presidente y un Vicepresidente, elegidos por el Consejo Presidencial de entre sus miembros, uno de cada comunidad, para alternar en sus funciones cada 20 meses durante el mandato de cinco años del consejo.

- Una legislatura bicameral: Un Senado (cámara alta), con 48 miembros, dividió 24:24 entre las dos comunidades. Una Cámara de Diputados (cámara baja), con 48 miembros, divididos en proporción a las poblaciones de las dos comunidades (con no menos de 12 para la comunidad más pequeña).

- Un Tribunal Supremo compuesto por un número igual de jueces grecochipriotas y turcochipriotas, más tres jueces extranjeros; para ser designado por el Consejo Presidencial.

Además el plan incluía una constitución federal, constituciones para cada estado constituyente, una serie de leyes constitucionales y federales, y una propuesta para una bandera de la República Unida de Chipre y un himno nacional. También preveía una Comisión de Reconciliación para unir a las dos comunidades y resolver las disputas pendientes del pasado. También habría establecido un derecho limitado a regresar entre los territorios de las dos comunidades, y habría permitido que tanto Grecia como Turquía mantuvieran una presencia militar permanente en la isla, aunque con grandes reducciones por etapas en el número de tropas.

## Referéndum
La propuesta fue sometida a referéndum en 2004, pero fue rechazado por la comunidad grecochipriota y como el acuerdo necesita la aprobación en votación directa por ambas comunidades quedó sin efecto de acuerdo al propio Plan.